# Radioactive Records
Radioactive Records é uma gravadora de discos americana. Foi formado como um empreendimento conjunto entre o gerente de talento Gary Kurfirst (quem dirigiu tais atos como o Ramones, Big Audio Dynamite, Deee-Lite e Deborah Harry) e os Registros de MCA. Hoje a etiqueta permanece a parte do Grupo de Música Universal.